# Roca plutònica

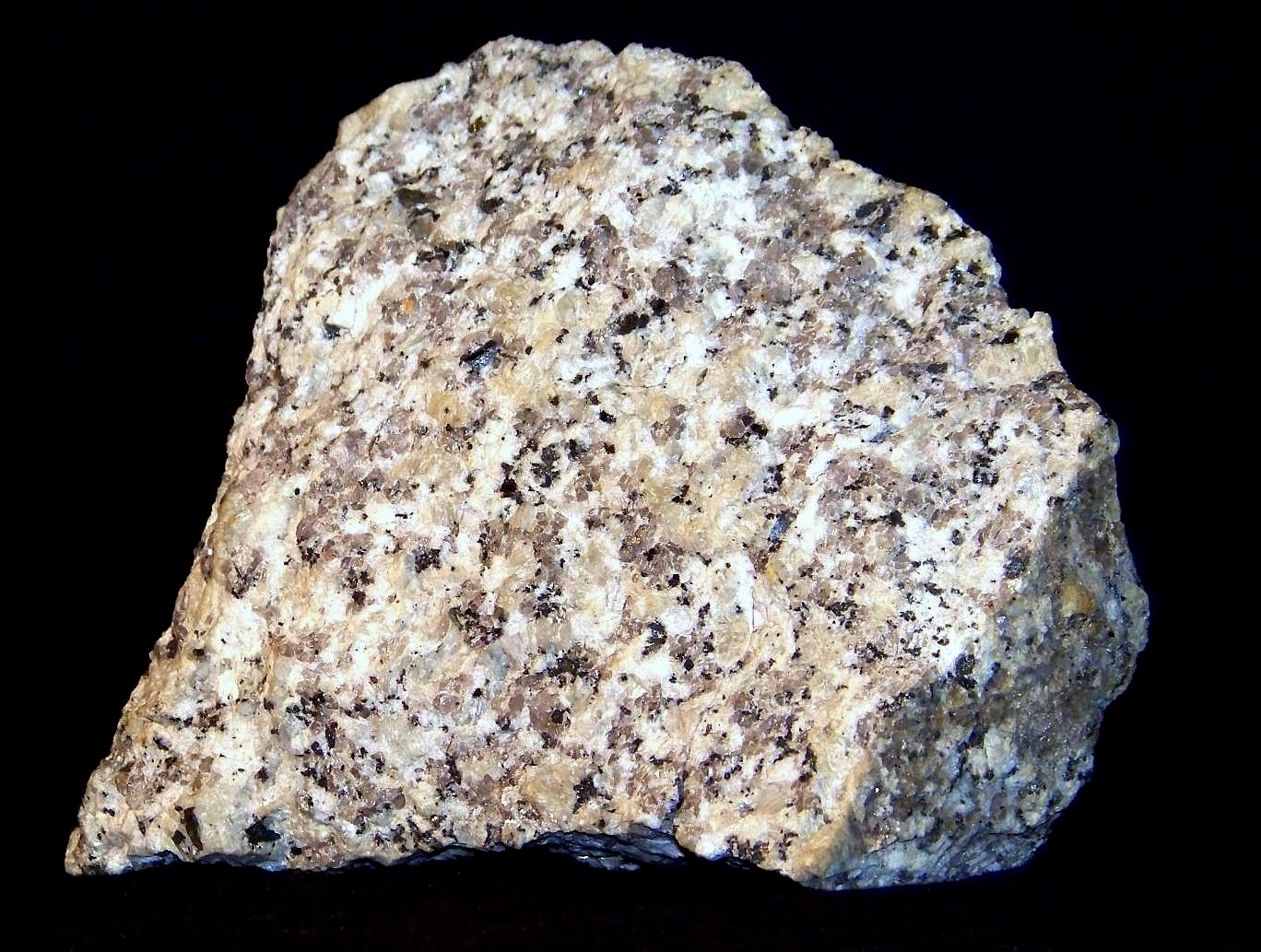
Granit, una roca plutònica comú.

Les roques plutòniques o intrusives són aquelles roques ígnies que s'han format a partir d'un refredament lent, en profunditat i en grans masses del magma. S'anomena plutons als seus jaciments.
Durant la seva formació el refredament és molt lent, permetent així el creixement de grans cristalls de minerals purs i resultant una textura heterogènia i granulosa. El granit, el gabre, la sienita, la diorita i la peridotita són exemples de roques plutòniques.
En termes quantitatius, les roques plutòniques són les més importants. Dominen aclaparadorament la composició de la Terra, estant constituït per elles la totalitat del mantell terrestre i la major part del volum de la Corfa terrestre. La resta de les roques forma només un recobriment en la Corfa superficial (roques ígnies volcàniques, roques sedimentàries, roques metamòrfiques i roques d'alteració) o, en el cas de les roques filonianes, dics i vetes entre les altres roques de volum relativament xicotet.
Les roques plutòniques, i en general les ígnies, són les roques primàries, a partir dels materials de les quals evolucionen les altres. Constituïxen la massa dels planetes tel·lúrics (rocosos), no sols la Terra, formada pel refredament i cristal·lització, després de la seua fusió, dels materials silicatats amb què es componen els planetes durant la seua acreció. També tenen presència, per idèntiques causes i mecanismes, en el nucli d'alguns planetes gegants o gegants de gas, en molts dels satèl·lits d'aquestos, o en els asteroides sòlids més grans.